# Marta Starowicz
Marta Starowicz, z d. Jodłowska (ur. 1 czerwca 1960 w Dębicy) – polska koszykarka, występująca na pozycji rozgrywającej, multimedalistka mistrzostw Polski, reprezentantka Polski, wicemistrzyni Europy z 1981, po zakończeniu kariery zawodniczej – trenerka koszykarska.

## Kariera sportowa
Była wychowanką Siarki Tarnobrzeg. Od 1977 występowała w AZS Katowice, z którym awansowała do ekstraklasy w 1979. Od 1982 do 1996 występowała w Wiśle Kraków. Z krakowskim klubem zdobyła trzy tytuły mistrzyni Polski (1984, 1985, 1988) i trzy tytuły wicemistrzowskie (1983, 1987, 1992). Karierę zakończyła w sezonie 1996/1997 w Olimpii Poznań
W reprezentacji Polski seniorek wystąpiła w latach 1980-1989 122 razy. Jej największym sukcesem było wicemistrzostwo Europy w 1981. Wystąpiła też na mistrzostwach Europy w 1985 (6 miejsce) i 1987 (10 miejsce). W 1979 wystąpiła też na mistrzostwach Europy juniorek, zajmując z drużyną 9 miejsce.
Ukończyła studia na Akademii Wychowania Fizycznego w Krakowie. Pracuje jako trener drużyn młodzieżowych w Wiśle Kraków. W sezonach 2005/2006 i 2006/2007 była asystentem trenera Elmedina Omanica w I drużynie Wisły i w tym charakterze zdobyła dwukrotnie mistrzostwo Polski.
Osiągała również sukcesy w koszykówce weteranów, tzw. maksibaskecie, zdobywając mistrzostwo świata w kategorii +40 w 2005 i wicemistrzostwo Europy w 2008 w kategorii +45.
Jej mężem jest trener i dziennikarz Maciej Starowicz. W koszykówkę grały także ich córki Katarzyna i Anna.

## Osiągnięcia

### Drużynowe
- Mistrzyni Polski (1984, 1985, 1988)
- Wicemistrzyni Polski (1983, 1987, 1992)
- Zdobywczyni pucharu Polski (1984)
- Awans do najwyższej klasy rozgrywkowej (1979)

### Reprezentacja
- Mistrzyni świata w maxi koszykówce +40 (2005)[1]
- Wicemistrzyni:
  - Europy:
    - 1981
    - w maxi koszykówce +40 (2006, 2008)[1]
- Uczestniczka:
  - kwalifikacji olimpijskich (1984, 1988 – 6. miejsce)
  - mistrzostw:
    - Europy:
      - 1981, 1985 – 6. miejsce, 1987 – 10. miejsce
      - U–18 (1979 – 9. miejsce)[2]

    - świata maxi koszykówce +45 (2009 – 4. miejsce)[1]

### Trenerskie
Asystentka
- Mistrzostwo Polski (2006, 2007 – jako asystentka)
- Puchar Polski (2006)
- Finał pucharu Polski (2007)